# 散射矩阵
散射矩阵（scattering matrix），又称S矩阵（S-matrix），是物理学中描述散射过程的一个主要观测量。

## 概述
现代高能物理的发展，同其他物理学一样是理论和实验的互动，而这种互动主要的桥梁就是散射矩阵。
假设散射源为很好的定域散射源，与被散射粒子的相互作用局限在有限的空间范围内，那么，无穷远时间以前粒子处于一个自由态，称为入态，记为{\displaystyle |\Psi \rangle _{in}}；无穷远时间之后粒子也是处于一个自由态，称为出态，记为{\displaystyle |\Psi \rangle _{out}}。 入态到出态，相互作用可以用一个矩阵描述，记为{\displaystyle S}，那么就有：
{\displaystyle |\Psi \rangle _{out}=S|\Psi \rangle _{in}}。
这就是散射矩阵的定义。
散射矩阵直接与可观测的物理量相联系，但是我们在量子场论中处理的是场，两者如何联系？或者说如何从量子场论计算散射矩阵？我们还要利用一个LSZ约化规则，它联系了量子场论中的格林函数和可观测的散射矩阵。这使得理论能够预言实验。